# Erkelenz
Erkelenz è una città di 43 492 abitanti della Renania Settentrionale-Vestfalia, in Germania.
Appartiene al distretto governativo (Regierungsbezirk) di Colonia e al circondario (Kreis) di Heinsberg (targa HS).

## Monumenti e luoghi d'interesse
Nel territorio comunale si trovava la chiesa di San Lamberto. L'intera frazione di Immerath, che ospitava l'edificio, fu demolita nel 2018 per far posto ad una miniera di lignite.

## Amministrazione

### Gemellaggi[2]
- Saint-James, dal 1974

Erkelenz intrattiene "rapporti di amicizia" (Städtefreundschaft) con:
- Thum, dal 1990
- Bad Windsheim, dal 1994